# Lysandra caelestissima
Lysandra caelestissima är en fjärilsart som beskrevs av Ruggero Verity 1921. Lysandra caelestissima ingår i släktet Lysandra och familjen juvelvingar. Inga underarter finns listade i Catalogue of Life.